# Markus Mustonen
Markus Mikael Randolph Mustonen, född 20 januari 1973 i Torshälla församling i Södermanlands län, är en sverigefinsk musiker. Han är trummis i det svenska bandet Kent och spelar även keyboard. Mustonen har även spelat med Nina Rochelle.
Tillsammans med de övriga tidigare Kent-medlemmarna utgör Mustonen även styrelse i Parkbänken AB, ett företag som bland annat har hand om bandets studio.